# Eusebio Bejarano
Eusebio Bejarano Vilaro (Badajoz, España, 6 de mayo de 1948) es un exfutbolista español que jugaba como defensa. Durante once temporadas jugó en el Club Atlético de Madrid, con el que disputó un total de 223 partidos, y ganó tres Ligas, dos Copas del Generalísimo y una Copa Intercontinental.

## Trayectoria
Eusebio dio sus primeros pasos en el mundo del fútbol en un equipo de base de su ciudad natal, el Júpiter, de la barriada pacense de La Estación. De allí pasó a las categorías inferiores del C. D. Badajoz, donde fue progresando hasta llegar al primer equipo.
En febrero de 1968, a punto de cumplir los veinte años, fichó por el Club Atlético de Madrid, equipo en el que debutó al inicio de la siguiente campaña, la 1968-69, y donde permaneció durante un total de once temporadas, hasta el final de la 1978-79. Fichó entonces por el Real Sporting de Gijón, aunque una lesión de rodilla le impidió disputar partido alguno con el conjunto asturiano. Regresó a su ciudad natal para retirarse en el Badajoz.
Con el Atlético de Madrid disputó un total de 223 partidos, además de conquistar seis títulos: tres Ligas, dos Copas y una Copa Intercontinental.

## Clubes
| Club                    | País   | Año       |
| ----------------------- | ------ | --------- |
| C. D. Badajoz           | España | 1967-1968 |
| Club Atlético de Madrid | España | 1968-1979 |
| Real Sporting de Gijón  | España | 1979-1980 |
| C. D. Badajoz           | España | 1980-1982 |

## Palmarés

### Campeonatos nacionales
| Título                | Club                    | País   | Año  |
| --------------------- | ----------------------- | ------ | ---- |
| Liga española         | Club Atlético de Madrid | España | 1970 |
| Copa del Generalísimo | Club Atlético de Madrid | España | 1972 |
| Liga española         | Club Atlético de Madrid | España | 1973 |
| Copa del Generalísimo | Club Atlético de Madrid | España | 1976 |
| Liga española         | Club Atlético de Madrid | España | 1977 |

### Copas internacionales
| Título                | Club                    | País                                   | Año  |
| --------------------- | ----------------------- | -------------------------------------- | ---- |
| Copa Intercontinental | Club Atlético de Madrid | Avellaneda (Argentina) Madrid (España) | 1974 |